# Пермский художественный техникум
Пермский художественный техникум — государственное образовательное учреждение среднего профессионального образования, существовавшее в Перми в 1919—1941 годах

## История
Основал Пермский художественный техникум художник Пётр Субботин-Пермяк. В 1919 году отдел изобразительных искусств Народного комиссариата просвещения РСФСР (ИЗО Наркомпроса) отправил преподавателя Строгановского художественно-промышленного училища Петра Субботина-Пермяка с мандатом уполномоченного в Пермскую губернию для организации в губернии художественно-промышленных мастерских. Субботин-Пермяк организовал мастерские в Кудымкаре, Кунгуре и Перми. Пермские высшие художественно-промышленные мастерские были созданы в 1919 году на базе художественной школы, студии, школы народного искусства и ремесленных классов. Начали работать 15 сентября 1919 года. В 1920 году при мастерских работали отделения: декоративно-живописное, живописное, графическое, керамическое, лепное, столярно-резное. Субботин-Пермяк был заведующим и преподавателем мастерских до смерти в 1923 году. Среди первых преподавателей были Иван И. Туранский, Андрей С. Шестаков, Адриан В. Каплун, В. И. Иконников, позднее — Магдалина Вериго, Владимир А. Оболенский и другие. Вначале в мастерских училось более 100 человек, впоследствии число студентов уменьшилось вдвое.
За три года шесть раз сменились здания, в которых проходили занятия мастерских. В 1921 году из-за материальных сложностей закрылись резная, гончарная и скульптурная мастерские, учащимся было предложено перейти в соответствующие мастерские Кунгура. Но несмотря на сложности — нехватку «пайков», отсутствие должного количества преподавателей — Пермские высшие художественно-промышленные мастерские продолжали работать. В 1921 году Пермские высшие художественно-промышленные мастерские были преобразованы в Художественный техникум. В 1925 году Художественный техникум преобразован в Художественно-педагогический техникум, который работал до 1941 года. В 1920—1930-х годах техникум был главной базой художественного образования в Пермской области. Здесь учились и студенты других регионов.
С 1934 по 1941 год Пермский художественный техникум располагался в доме 2 на улице Газеты «Звезда», построенном по проекту архитектора Пермской казённой палаты И. А. Кругляшова в 1843 году для духовной консистории. В настоящее время здание занимает врачебно-физкультурный диспансер, является памятником архитектуры и градостроительства регионального значения.
В 1941 году Художественно-педагогический техникум был закрыт.
В Пермском художественном техникуме учились народный художник СССР Виктор Орешников, народные художники РСФСР Анатолий Кокорин, Геннадий Мясников, Евграф Шувалов, заслуженные художники РСФСР Валентин Курдов, Сергей Серебреников и Олег Коровин, заслуженный деятель искусств Узбекской ССР Надежда Кашина, народный художник Узбекской ССР Чингиз Ахмаров, заслуженный художник Украинской ССР Василий Чегодар, заслуженный деятель искусств Татарской АССР Файзрахман Аминов, а также Валентин Цельмер, Нина Кашина, Геннадий Коротков, Екатерина Камшилова, Владимир Дудин, Александр Яранцев, Афанасий Трапезников, Пётр Оборин, Иван Сыкулев, писатель Александр Спешилов и многие другие.